# Монастир Святого Герасима на Йордані
31°49′13″ пн. ш. 35°30′07″ сх. д. / 31.820277777778° пн. ш. 35.501861111111° сх. д.

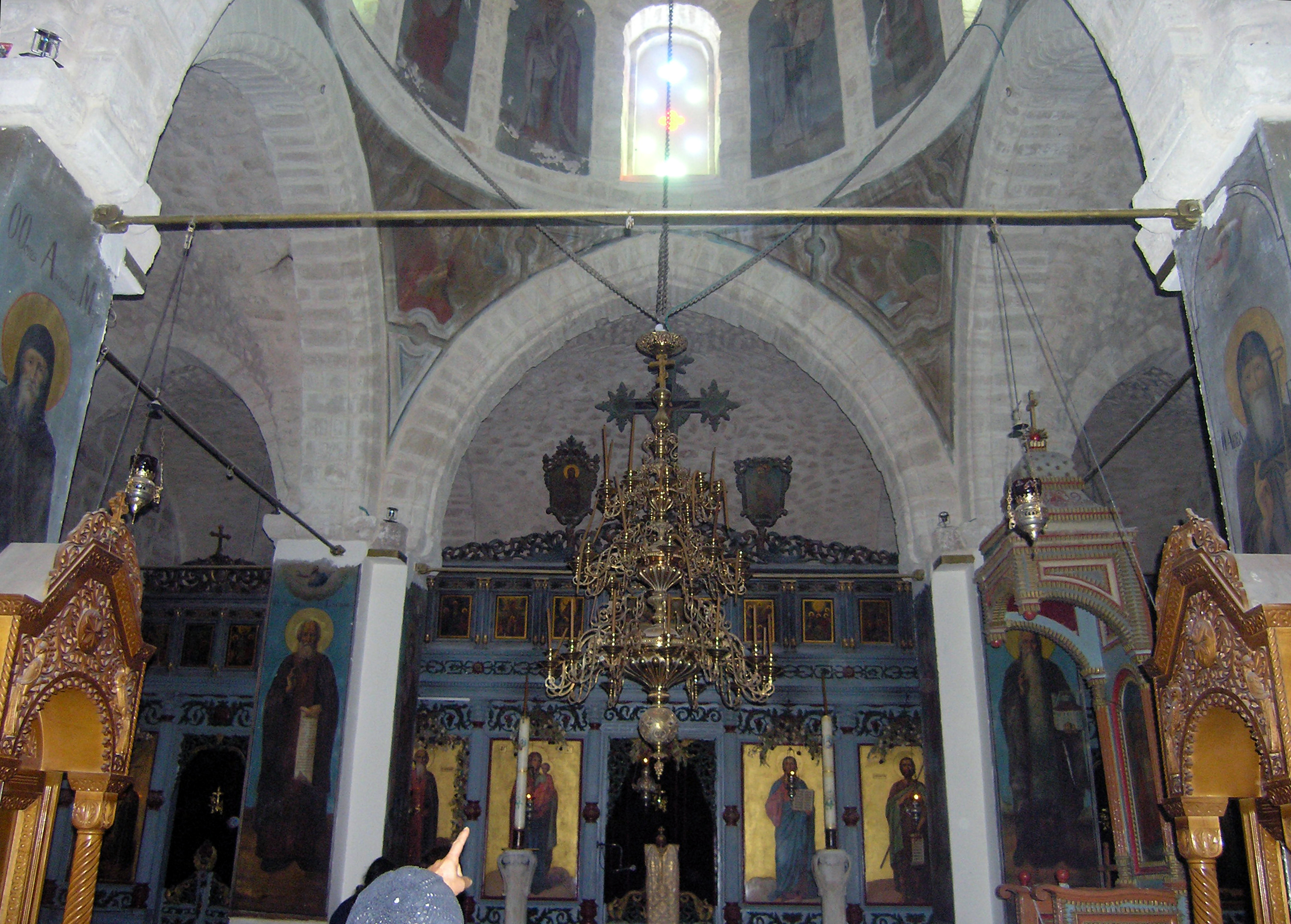
інтер'єр головного храму монастиря Святого Герасима

Монастир Святого Герасима на Йордані (Каламон, монастир Св. Герасима в В Юдейській пустелі, Лавра Св. Герасима) — один з найдавніших християнський монастирів в Ізраїлі, заснування якого датується 455 роком. Зараз є популярним місцем зупинки паломницьких та туристичних груп.
Розташований на відстані 6,5 кілометрів на Пд.-Сх. від міста Єрихон, 3,5 кілометрів на Захід від нинішнього русла річки Йордан та одного кілометра на Пд.-Зх. від селища Дейр-Хаджла.

монастир Св. Герасима у 1920-30-ті роки

монастир Св. Герасима у 1990-ті роки

## Особливості назви
Заснування монастиря традиційно пов'язують із перебуванням тут Святого Герасима Йорданського — одного із засновників пустельницького чернечого життя на Святій Землі. Однак справжній заснований ним монастир (лавра) знаходився неподалік і зараз зберігся у вигляді археологічних решток. Комплекс який в наш час носить назву Святого Герасима був відбудований на руїнах іншого відомого монастиря під назвою Каламан (Богородиці Каламанійської), що імовірно має давнішу історію ніж час перебування тут Герасима.

## Історія
Початок монастирю Каламан (нині Святого Герасима) дав переказ про печеру у якій під час втечі до Єгипту ночувало Святе Сімейство. Свою назву отримав від очерету (грец. καλάμι, латиніз. kalamoi), що ріс довкола розташованого неподалік селища. Точна дата заснування комплексу невідома. Можна припустити, що місце зупинки Святого Сімейства певним чином вшановувалось ще найпершими християнам Юдеї, однак з більшою долею впевненості можна говорити про появу монастиря у другій половині V століття. В 614 році очевидно був захоплений персами, про що свідчать досі збережені кістки монахів котрі тоді загинули. Після завоювання Юдеї арабами у 637 році, відомості про обидва монастирі — лавру Св.Герасима та Каламон, зустрічаються все рідше, однак вони продовжують існувати. Про це свідчать записи Даниїла, ігумена з Чернігівщини, що відвідав цю місцевість у 1106 році:
| А от монастыря святаго Иоанна до Гарасимова монастыря есть верста едина, а от Гарасимова монастыря до Каламонии, до монастыря святыя Богородица, есть верста едина. И на том месте святыя Богородица с Иисусом Христом, и с Иосифом, и с Ияковом, егда бежаху в Египет, то на том месте нощлег створиша; тогда святаа Богородица нарече имя месту тому Каламонии, еже ся протолкует «Доброе обителище». Ту ныне сходит Дух святый ко иконе святыя Богородица. И есть монастырет на устьи, идеже входит Иордан в море Содомское, и есть градом оделан весь около монастырет; черноризец (монахов) же в нем 20 [1] |
В середині XII століття, обителі приходять у занепад. Лавра Герасима, яка ще пів століття тому згадується Даниїлом як діючий монастир так описується грецьким паломником Іоанном Фокою вже у 1185 році:
| В проміжку між монастирями Предтечі і Каламона знаходиться зруйнований до основи течією Йордану монастир Святого Герасима, – в ньому майже нічого не видно, крім незначних залишків храму, двох печер і замкнутого стовпа [2] |
Саме на той час починається процес поступової заміни назви монастиря з Каламон на Святого Герасима. Той самий Іоанн Фока пише про нього так:
| Але і монастир Каламона теж (оточений) вежами і бійницями, споруджений із квадратного тесаного каменю, і храм по середині просторий спирається на круглі склепіння. До нього примикає з правого боку інший храм круглий, надзвичайно маленький, споруджений, як кажуть, за часів апостолів, в ніші якого написана ікона Богоматері, що тримає в обіймах Спасителя Христа, за формою, і за кольором і за розмірами схожа на ікону Пресвятої Одигітрії в царственному граді. [3] |
Грецькі монахи жили в монастирі до кінця XIII століття, і як свідчить німецький паломник Бурхард з Сіону, вже повністю ідентифікували свою обитель як монастир Святого Герасима. У 1588 році комплекс відбудовують, однак у 1734 році він був знову зруйнований. Тільки у 1882-85 роках його знову відбудовують за допомогою російської духовної місії  в Єрусалимі у вигляді, який існує дотепер. 
До середини XX-го століття монастир знову приходить в запустіння. Після арабо-ізраїльської війни 1948—1949 років, ця територія відходить до Йорданії, що звело можливість відвідання обителі до мінімуму. Сучасний етап в історії монастиря пов'язаний із приїздом сюди у 1970-ті роках грецького монаха Хризостома, під керівництвом якого починається його відродження. Близькість автомобільної дороги, якою туристи ідуть з Єрусалима до Мертвого моря а також Єрихона, перетворила обитель Святого Герасима на часто відвідуваний паломниками і екскурсійними групами об'єкт. Попри це монастир продовжує зберігати свої аскетичні традиції та відзначається гостинністю і скромністю облаштування.